# Архимандрит хаџи Јосиф (Милошевић)
Хаџи Јосиф Милошевић (Горња Добриња, 1777 – 1852) био је архимандрит манастира Вујан.

## Биографија
Рођен је у породици Милошевић у Горњој Добрињи, чији је предак поп Милош, прадеда кнеза Милоша Обреновића. Мајка му се преудала у селу Прислоници и притом га повела са собом.
Школовао се у манастиру Вујан код стрица и попа Радисава Милошевића. Овај манастир је са прекидима често имао неколико ђака. Истим манастиром је управљао читавих 45 година. Уредио је и унапредио манастирско имање. Био је познат и као добротвор и дародавац.
Био је рањен у бици на Делиграду током Првог српског устанка. Године 1833. ишао је на ходочашће у Јерусалим. 
Преминуо је 1852. године.
Песник Милорад Поповић Шапчанин је о Хаџи Јосифу Милошевићу забележио да „беше у оно време чувен са своје мудрости и речитости, носише се чисто и уљудно... Господар Милош би га звао „Гудо”, јер знађаше уз гусле лепо и гудити и певати”.